# Ulrich Zusemschneider

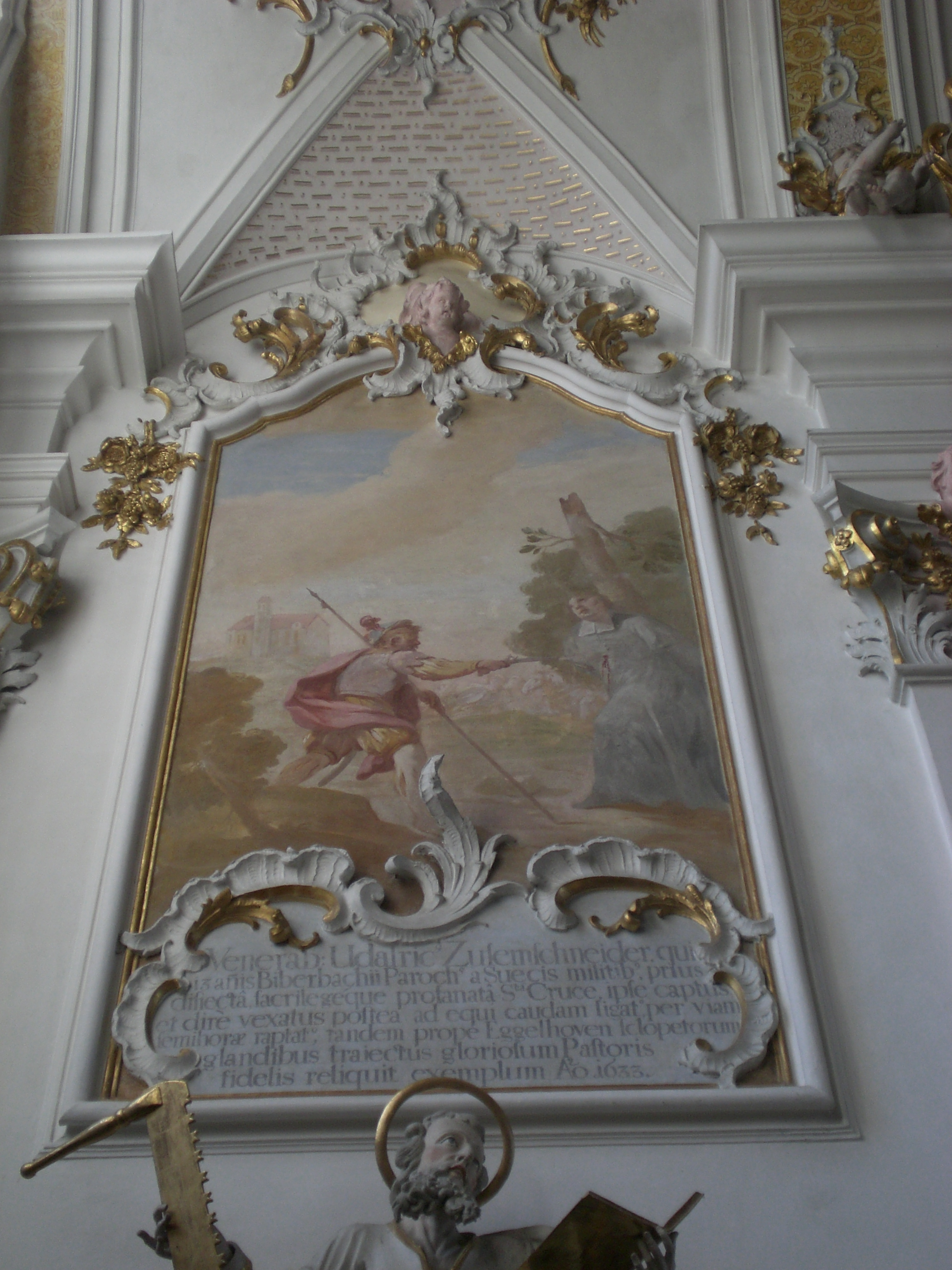
Die Ermordung Ulrich Zusemschneiders als Fresko in der Biberbacher Wallfahrtskirche

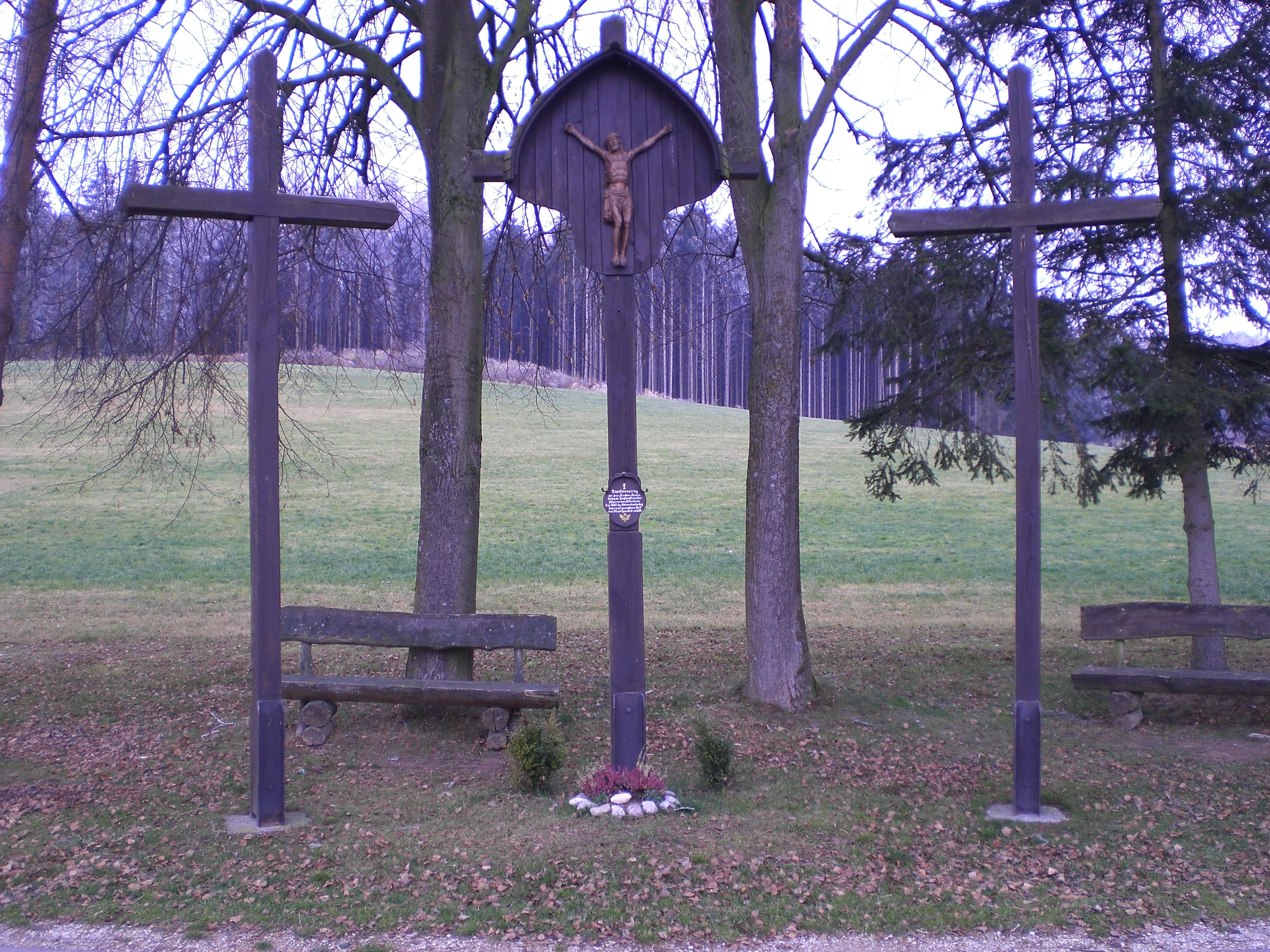
Mahnmal, Gesamtansicht

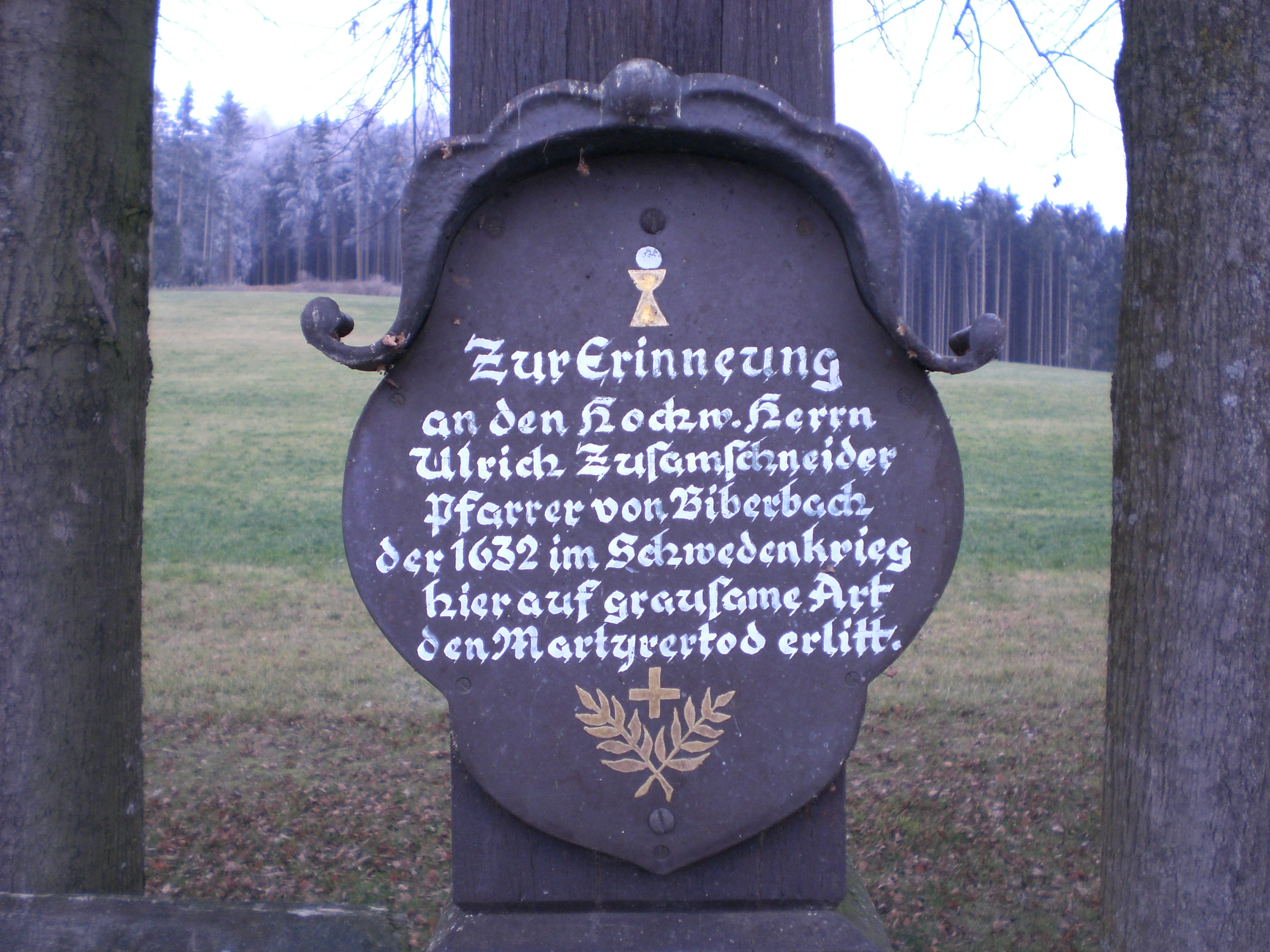
Mahnmal, Texttafel

Ulrich Zusemschneider (auch „Zusamschneider“; * in Zusmarshausen, Bayern; † (ermordet) September oder Oktober 1632 bei Achsheim) war der 34. katholische Pfarrer in Biberbach.
Ulrich Zusamschneider wurde im Jahre 1609 zum Priester geweiht und betreute neben der Pfarrei in Biberbach (1619–1632) auch die Pfarrei in Gablingen (1615–1621). Sein grausames Martyrium ist bei Anton Ginther und in der Festschrift zum 300-jährigen Bestehen der Biberbacher Wallfahrt beschrieben. Am Ort seiner Ermordung (an der Eggelhofer Straße zwischen Achsheim und Eisenbrechtshofen) sind auch heute noch, wie bei Ginther beschrieben, drei Kreuze aufgestellt (48° 29′ 12″ N, 10° 49′ 2″ O). In der Biberbacher Wallfahrtskirche erinnern zwei Gemälde an den Märtyrerpfarrer: eines an der westlichen unteren Emporenbrüstung, und ein großes Wandgemälde mit Inschrift an der Wand gegenüber dem hinteren Seitenaltar auf der rechten Seite (siehe Abbildung). Beide Bilder zeigen den Martertod: der Priester, an einen Baum gefesselt, empfängt von einem schwedischen Soldaten den tödlichen Schuss.
In Biberbach ist eine kleine Straße südlich des Kirchbergs nach Ulrich Zusemschneider benannt (Zusamschneiderstraße), in Achsheim ein kleiner Weg unweit der Marterstelle.